# La Fabrique (éditeur)
Pour les articles homonymes, voir La Fabrique.
La Fabrique Éditions est une maison d'édition française créée en 1998 par l'écrivain Éric Hazan.

## Histoire
Les éditions La Fabrique sont fondées par le chirurgien et militant Éric Hazan, fils de l'éditeur Fernand Hazan, lui-même frère d’Émile Hazan, qui fonde sa maison d'édition en 1927 à Paris. En 1992, Éric Hazan revend les Éditions Hazan au groupe Hachette.
Maison indépendante, La Fabrique se fait connaître par la publication d'essais engagés politiquement de « penseurs d’extrême gauche allant du marxisme à l’anarchisme »,.
Outre la présence de nombreux textes de philosophes et de penseurs du monde entier, le catalogue compte notamment en son sein de nombreux essais sur le conflit israélo-palestinien.
C'est également l'éditeur des trois ouvrages du « Comité Invisible » : L'Insurrection qui vient (2007), essai visant à expliquer la nécessité d'une insurrection et de sa possible inéluctabilité, À nos amis (2014), et Maintenant (2017).
Ses ouvrages sont diffusés par Les Belles Lettres.
En 2023, alors qu'il se rend à Londres à la Foire aux livres, le responsable des droits étrangers de la maison d'édition, est arrêté par la police britannique, interrogé, son téléphone et son ordinateur saisis, et libéré,. En juillet, un rapport indépendant britannique dénonce cette arrestation, estimant que le recours par les policiers à cette disposition antiterroriste ne se justifiait pas et que le contrôle « n’aurait pas dû avoir lieu ». En avril 2024, la Metropolitan Police de Londres et Ernest Moret ont conclu un accord financier mettant fin aux poursuites du Français contre celle-ci.

## Positionnement
Avec, entre autres, Le Temps des cerises, les éditions Agone, et les éditions de l'Épervier, cette maison d'édition témoigne du renouveau de l'édition indépendante engagée, perceptible en France depuis le milieu des années 1990, à la suite des mouvements nés des grandes grèves de l'hiver 1994-1995[réf. nécessaire].
Éric Hazan, qui « n'édite que des amis », parmi eux des auteurs d’ouvrages controversés comme celui de Norman G. Finkelstein L'Industrie de l'Holocauste et cet autre d'Houria Bouteldja Les Blancs, les Juifs et nous. Vers une politique de l'amour révolutionnaire. De cette dernière il dit notamment : « Houria est éloquente, intelligente, belle, et c'est une femme, et c'est une Arabe. C'est un personnage qui n'est pas supportable pour beaucoup. […] Houria Bouteldja est une partenaire de lutte », continue-t-il.